# オークス2
オークス2（オークスつう）は、1996年3月に三星（後のサンセイアールアンドディ）が開発、発売した競馬をモチーフとしたパチンコ機。（一般電役）。

## 概要
- 大当たり中の自力での権利発生（大当たり）の場合、そこから大当たりがスタートする。

## スペック
- 『オークス2』
  - 大当たり確率 1/181（メーカー発表）
  - 賞球数 7&15
  - 大当たり図柄「0-9、馬、カップ、騎手」

## 演出
- 「応援リーチ」
- 「クルクルリーチ」
- 「カウントダウンリーチ」
  - 大当たり確定のパターンもあり、また外れても馬がいななくとともに図柄再始動で大当たりとなる場合がある。

## 大当たり確定のパターン
下記のパターンでリーチになれば大当たり確定である。
- スベリ＋「クルクルリーチ」または「応援リーチ」
- 偶数（0,2,4,6,8）または馬・騎手の「カウントダウンリーチ」
- 奇数（1,3,5,7,9）またはカップのスベリ（左右どちらでも可）

→「応援リーチ」か「クルクルリーチ」に発展するケースがほとんどだがしなくとも必ず当たる。
- 0,4,8,騎手の場合左、2,6,馬の場合右のスベリ

→逆側が滑ったら外れ確定ではなく、「応援リーチ」か「クルクルリーチ」に発展すれば必ず当たる。
- 「クルクルリーチ」で1つ手前以外の図柄で止まる場合→再始動して揃う
- スベリでリーチになった場合1つ後以外の図柄で止まる場合→再始動して揃う
- 再始動
- 大当たり中限定で、回転中リーチアクションが起きる場合（外れの場合は即止まり）

## ゲーム機
- オンラインゲームサイト『777town.net』にてプレイが可能である。